# La Roche-Posay
La Roche-Posay es una población y comuna francesa, en la región de Poitou-Charentes, departamento de Vienne, en el distrito de Châtellerault y cantón de Pleumartin.

## Demografía
| 1365 | 1323 | 1400 | 1404 | 1444 | 1445 |
| Para los censos de 1962 a 1999 la población legal corresponde a la población sin duplicidades (Fuente: INSEE [Consultar]) |      |      |      |      |      |